# Horatio Herbert Kitchener, I conte Kitchener
Lord Horatio Herbert Kitchener, I conte Kitchener (Ballylongford, 24 giugno 1850 – mare delle isole Orcadi, 5 giugno 1916) è stato un generale britannico, vincitore della guerra boera, grande organizzatore militare in patria e nei domini britannici.

## Biografia

### Primi anni
Kitchener nacque a Ballylongford, nella contea di Kerry, in Irlanda. Suo padre era il tenente colonnello Henry Horatio Kitchener, sua madre Frances Anne Chevallier-Cole. Proveniva da una famiglia benestante appartenente alla borghesia protestante irlandese. Suo padre era un proprietario terriero: aveva acquistato infatti dei terreni in Irlanda dopo la grande carestia irlandese. Quando la famiglia si trasferì in Svizzera per cercare di curare la tubercolosi di cui era affetta la madre, il giovane Horatio fu mandato alla Royal Military Academy di Woolwich. La sua prima partecipazione a un conflitto fu quando, durante la guerra franco-prussiana del 1870, si arruolò come volontario, servendo in un ospedale da campo francese.

### Carriera militare
Ufficiale di colonia, nominato Sirdar, riorganizzò l'esercito egiziano dopo la morte del generale Gordon a Khartum e nel 1898 lo guidò nella battaglia di Omdurman contro i Dervisci del Mahdi Muhammad Ahmad bin Abd Allah: la perfetta preparazione dell'impresa, particolarmente difficile sul piano logistico, e l'uso innovativo e micidiale delle mitragliatrici, diedero una facile vittoria a Kitchener. In seguito alla vittoria fu creato nobile dalla regina Vittoria che gli concesse il titolo di barone Kitchener di Karthoum e di Mushīr dell'esercito egiziano. Nel 1902 e nel 1914 rispettivamente Edoardo VII e Giorgio V lo elevarono a pari del Regno Unito, nominandolo prima visconte poi conte Kitchener. Sempre nel 1898 fu inoltre protagonista della crisi di Fascioda.
Giocò un ruolo fondamentale nella riorganizzazione dell'esercito britannico durante la seconda guerra boera, come capo di stato maggiore e principale collaboratore del comandante supremo, il feldmaresciallo Frederick Roberts. Fu proprio Kitchener, divenuto comandante in capo nel gennaio 1901, a introdurre l'uso dei campi di concentramento durante la guerra anglo-boera: ne furono vittime non meno di ventiseimila donne e bambini.
Nel 1902, dopo la fine della guerra boera, fu nominato Comandante in capo dell'India, carica che tenne fino al 1909. Durante la prima parte del suo mandato agì di concerto con il viceré dell'India Lord Curzon, riuscendo a migliorare di molto la condizione generale delle forze armate indiane. Quando però cercò di concentrare nelle sue mani ogni decisione riguardante l'ambito militare entrò in conflitto con Lord Curzon. Quest'ultimo, uscendo sconfitto dal braccio di ferro con il generale, si dimise. Kitchener, nonostante avesse conoscenze influenti a Londra, non riuscì a ottenere la desiderata nomina a Viceré dell'India. Rientrato in patria dopo essere stato nominato Field Marshal rifiutò l'offerta di divenire Comandante in Capo della Mediterranean Fleet dopo avere ottenuto l'assenso del morente re Edoardo VII. Il governo liberale in carica di Herbert Henry Asquith lo nominò dunque agente britannico e console generale in Egitto nel 1911. Nel giugno 1914 fu nominato Conte Kitchener.

### Attività ministeriale
Allo scoppio della prima guerra mondiale il Primo Ministro Asquith lo richiamò in patria, ben conscio delle capacità organizzative del Maresciallo, nominandolo Segretario di Stato alla Guerra. A dimostrazione della capacità di Kitchener sta la previsione (fu uno dei pochi a capirlo) che la guerra sarebbe durata a lungo, perlomeno tre anni.
Poiché l'esercito britannico, formato esclusivamente da volontari e da specialisti, non era adeguato alle necessità dell'immane conflitto mondiale, Kitchener riuscì a fare adottare la coscrizione obbligatoria e a preparare trentatré nuove divisioni di linea, oltre a una trentina di divisioni territoriali: un esercito che ebbe un'importanza decisiva fra il 1916 e il 1917, quando toccò agli inglesi assumersi il maggior peso della guerra per consentire ai francesi indeboliti di ricostituire le proprie forze. I britannici chiamarono questo esercito, il maggiore mai visto nella storia inglese, con il nome di Armata Kitchener, a testimonianza del grande contributo dato da quest'ultimo allo sviluppo delle forze armate del Regno Unito.

### Morte e riconoscimenti
Nel maggio del 1916, dopo che lo zar Nicola II aveva chiesto la consulenza di Kitchener per riorganizzare il proprio esercito, Kitchener si imbarcò prima sull'HMS Oak, per poi trasferirsi sull'HMS Hampshire, un incrociatore corazzato. Durante la traversata nel Mare del Nord, a ovest delle isole Orcadi, la nave su cui viaggiava colpì una mina posata da un sommergibile tedesco, l'U-75: l'incrociatore affondò. Dei 749 uomini che erano a bordo, 737 morirono, tra i quali il ministro.
Come riconoscimento per i servizi resi durante la guerra mahdista gli fu concessa l'isola di Kitchener, una piccola isoletta nel Nilo nei pressi della città di Assuan. Massone, fu il primo Gran maestro della Gran Loggia distrettuale d'Egitto-Sudan, fondata nel 1899 dalla Prima gran loggia d'Inghilterra.

## Onorificenze
A Horatio Kitchener furono concessi, oltre ai titoli di Barone, Visconte e Conte, numerosi ordini cavallereschi britannici. Nel 1915 poteva fregiarsi dei seguenti ordini: Ordine della Giarrettiera, Ordine di San Patrizio, Gran Croce dell'Ordine del Bagno, Ordine al Merito, Gran Croce dell'Ordine della Stella dell'India, Gran Croce dell'Ordine dei Santi Michele e Giorgio, Gran Croce dell'Ordine dell'Impero Indiano. Era inoltre membro del Consiglio Privato.

### Militari
| Forza militare       | Unità                                              | Posizione           | Anno |
| -------------------- | -------------------------------------------------- | ------------------- | ---- |
| Forze armate inglesi | Scottish Command Telegraph Companies               | Colonnello onorario | 1898 |
| Forze armate inglesi | East Anglian Divisional Engineers, Royal Engineers | Colonnello onorario | 1901 |
| Forze armate inglesi | 5º battaglione milizia dei Lancashire Fusiliers    | Colonnello onorario | 1902 |
| Forze armate inglesi | 4° poi 6º battaglione degli Royal Scots            | Colonnello onorario | 1905 |
| Forze armate inglesi | Royal Engineers                                    | Colonnello          | 1906 |
| Forze armate inglesi | 3º battaglione dei Lancashire Fusiliers            | Colonnello onorario | 1908 |
| Forze armate inglesi | 7º battaglione dei Gurkha Rifles                   | Colonnello onorario | 1908 |
| Forze armate inglesi | 1st County of London Yeomanry                      | Colonnello onorario | 1910 |
| Forze armate inglesi | Irish Guards                                       | Colonnello          | 1914 |

### Cittadinanze onorarie
- Cittadino onorario di Southampton (11 luglio 1902)
- Cittadino onorario di Ipswich (22 settembre 1902)
- Cittadino onorario di Sheffield (30 settembre 1902)
- Cittadino onorario di Chatham (4 ottobre 1902)
- Cittadino onorario di Liverpool (11 ottobre 1902)

### Altre onorificenze
- Socio onorario della Worshipful Company of Fishmongers
- Socio onorario della Worshipful Company of Grocers (1º agosto 1902)

## Curiosità
- Lord Kitchener era anche un appassionato di lavoro a maglia, al punto di farsi ritrarre durante la guerra boera con in mano i ferri e un calzino in lavorazione (il ritratto è esposto alla National Portrait Gallery di Londra). Gli si attribuisce l'invenzione della chiusura a punto calza (in inglese Kitchener stitch).
- In suo onore porta il suo nome la città canadese di Kitchener (precedentemente Berlin), nella provincia dell'Ontario.